# Salomon Ullman (grand-rabbin de Belgique)
Pour le grand-rabbin de France, voir Salomon Ulmann.
Pour les articles homonymes, voir Ullman.
Salomon Ullman (né en 1882 en Hongrie et mort le 27 mai 1965) est grand-rabbin de Belgique de 1940 à 1957.

## Biographie
Salomon Ullman est né en 1882 en Hongrie.
Il se trouve en Belgique entre 1884 et 1896. Il retourne alors en Hongrie, pour étudier dans une yechiva.
Salomon Ullman étudie ensuite à l’université de Francfort-sur-le- Main, puis à l’université de Berne, où il passe en 1906 une thèse de doctorat d’histoire consacrée à l'histoire du juif hispano-portugais à Amsterdam au XVIIe siècle (Geschichte des Spanish-Portugesischen Juden in Amsterdam in XVII. Jahrhundert).
Il poursuit ses études rabbiniques en Hongrie de 1907 à 1909.

### Rabbin du Caire
Il est le rabbin de la communauté ashkénaze du Caire de 1909 à 1914.

### Pays-Bas
Salomon Ullman est rabbin à Amsterdam de 1914 à 1921,.

### Belgique
Il devient secrétaire de la Communauté orthodoxe Machsike-Hadass d’Anvers, dont il devient le rabbin quelques années plus tard. Il est aumônier militaire des Forces armées belges de 1937 à 1957.

#### Grand-rabbin de Belgique
Salomon Ullman devient grand-rabbin de Belgique en 1940, position qu'il conserve jusqu'en février 1957, lorsqu'il démissionne en raison de son âge,.

### Association des Juifs en Belgique
En 1941, l'Association des Juifs en Belgique (AJB) et elle est dirigée par Salomon Ullman, de décembre 1941 à octobre 1942,.
Le 24 septembre 1942, Salomon Ullman est arrêté.
Selon Leni Yahil (1991), "Les communistes juifs belges tentent de saboter l'opération de déportation en détruisant le dossier des cartes d'identité dans les bureaux de l'AJB. C'est alors que Robert Holzinger un juif originaire d'Autriche qui avait été nommé à la tête de la machinerie pour le "recrutement pour le travail" (Arbeitseinsatz) est abattu [en [août 1942]. En réponse aux menaces du Sipo et de la chasse à l'homme menée par les allemands après ces incidents, le grand-rabbin Salomon Ullman démissionne comme dirigeant de l'AJB [en octobre 1942]; peu de temps après il est arrêté avec cinq leaders officiel juifs à Bruxelles. Les cinq citoyens belges sont envoyés au camp de concentration du Fort de Breendonk; le sixième détenu, d'origine hongroise, est placé dans un convoi pour Auschwitz. Les cinq autres ont été relâchés deux semaines plus tard à la suite de l'intervention de haut-placés belges. incluant le cardinal Roey et la Reine mère Elisabeth".

### Chaim Perelman et Salomon Ullman
Chaïm Perelman est sollicité par le rabbin Salomon Ullman pour devenir membre de l'AJB. Il accepte d'y rester à la demande de la Résistance juive pour s’occuper des adultes et du service social;